# Etymologická pověst
Etymologická pověst je pověst snažící se o vysvětlení vzniku nějakého pomístního názvu. K tomuto účelu slouží lidová etymologie, která s tou vědeckou většinou nemá mnoho společného.

## Lidová etymologie
Před vznikem vědecké etymologie existovala lidová etymologie, kdy lidé mnohdy pouze odhadovali původ slova. Člověk si chtěl vysvětlit různé názvy míst vyskytujících se v jeho okolí, a protože neznal vědeckou etymologii, používal k tomu účelu různé vnější podobnosti s rozličnými osobami, s jejich činností či s příběhy, jež se podle jeho obrazivosti mohly stát.
Tato svérázná lidová etymologie se stávala odrazovým můstkem k rozvinutí smyšleného příběhu. V různých pomístních názvech se tak spatřovaly nejrůznější události.
- Například k názvu „Na zabitém“ se vytvořily různé etymologické pověsti plné tragických příhod. Ať již podle pravdy, nebo nikoli.

## V literatuře
Etymologické pověsti ovšem nenalezneme jen v lidovém prostředí.
- Do této kategorie můžeme řadit i známou pověst o založení Prahy kněžnou Libuší (podle muže tesajícího práh).

Ve středověké literatuře si nejvíce oblíbil etymologickou pověst Václav Hájek z Libočan, který jimi doslova prošpikoval svou kroniku. Nutno dodat, že tyto pověsti ponejvíce sám vytvářel. Podle něj například:
- název obce Peruc vznikl, když našel Oldřich Boženu „perúcí“,
- Postoloprty prý vznikly tak, že zakladatel si usmyslel dát název osadě podle slov toho obyvatele, ke kterému jako prvnímu vkročí; byl to náhodou člověk, který si zašíval škorně zvané postoly, a když byl dotázán, co dělá, odpověděl „postoly prtuji“ (prták bylo staré pojmenování ševce).

Etymologické pověsti nemají zpravidla se skutečným jazykovým vysvětlením nic společného, jde však o pozoruhodnou ukázku lidské fantazie a vynalézavosti. Případů, kdy se lidová etymologie shoduje s vědeckou, je opravdu málo.